# ロンリー・ブラッド
『ロンリー・ブラッド』（原題:At Close Range）は1986年のアメリカ映画。ショーン・ペン主演のクライム映画。主題歌はマドンナの「リヴ・トゥ・テル（Live to Tell）」。

## 製作
ペンシルべニア州チェスター郡で実際に起きた事件をもとに作られた。

## ストーリー
ペンシルべニアの田舎町で、母と弟と暮らすブラッド・ジュニアの前に、家族を捨てた父ブラッド・シニアが現われる。
やくざ者の父に憧れを抱くジュニアは、弟や友人を誘い盗みを働くようになる。
ジュニアは父の一味に加わるも、虫ケラのように人を殺す父のもとを去ろうとするが、窃盗罪で逮捕される。
一方、父シニアは、ジュニアの恋人テリーを、息子が変わったのはお前のせいだとレイプする。
テリーが父にレイプされたことを聞いたジュニアは、父の悪事を証言をする代わりに釈放され、テリーと町を出る決心を固める。
ところが旅立とうとするジュニアとテリーを、シニアが銃撃しテリーは死んでしまい、ついにジュニアは父に銃口を向ける。

## キャスト
- ブラット・ジュニア - ショーン・ペン
- ブラット・シニア - クリストファー・ウォーケン
- テリー - メアリー・スチュアート・マスターソン
- ジュニアの弟トミー - クリストファー・ペン
- ジュニアの母ジュリー - ミリー・パーキンス
- ジュニアの祖母 - アイリーン・ライアン
- メアリー・スー - キャンディ・クラーク
- パッチ - トレイシー・ウォルター
- ルーカス - クリスピン・グローヴァー
- ティム - キーファー・サザーランド
- トニー・パイン - デヴィッド・ストラザーン
- アギー - ステファン・ジェフリーズ

## 評価
レビュー・アグリゲーターのRotten Tomatoesでは22件のレビューで支持率は86%、平均点は7.00/10となった。Metacriticでは9件のレビューを基に加重平均値が67/100となった。
本作の主題歌「リヴ・トゥ・テル」を歌ったマドンナが、1987年のASCAP映画テレビ音楽賞を受賞した。
監督のジェームズ・フォーリーが、ベルリン国際映画祭にノミネートされた。

## その他
- 本作で監督を行ったジェームズ・フォーリーは、翌年公開の『フーズ・ザット・ガール』でマドンナを主演に起用している。
- 主演のショーン・ペンとマドンナは、本作公開の前年に結婚している。
- ショーン・ペンの弟であるクリストファー・ペンが、主人公の弟役で出演している。